# Hōjō Tokimasa
Hōjō Tokimasa (北条 時政 (Bắc Điều Thì Chính) 1138 – 6 tháng 2 năm 1215) là một lãnh chúa samurai Nhật Bản người đã trở thành shikken (quan chấp chính) đầu tiên của Mạc phủ Kamakura và cũng là người đứng đầu gia tộc Hōjō. Ông ấy giữ chức shikken từ năm 1203 cho đến khi thoái chức vào năm 1205, và ông cũng giữ chức shugo (thủ hộ) của Kyoto từ năm 1185 đến năm 1186.

## Các sự kiện đầu đời
Không có nhiều thông tin về cuộc đời của Hōjō Tokimasa trước sự xuất hiện của Minamoto no Yoritomo ở Izu. Cũng không có nhiều thông tin rõ ràng về ba mẹ hay tuổi trẻ của ông, lý do chính có lẽ bởi vì không có quá nhiều sự tập trung văn hóa hay dân cư ở Izu, mà các sự kiện quan trọng chỉ xảy ra ở quanh Kyoto (nơi tập trung của đông đảo dân cư Nhật Bản lúc bấy giờ). Tokimasa sinh năm 1138 trong gia tộc Hōjō có quyền lực và ảnh hưởng nhất định ở tỉnh Izu. Có nguồn thông tin rằng cha ông có thể là Hōjō Tokikata hay Hōjō Tokikane.
Tokimasa, là người đứng đầu và chỉ huy của gia tộc Hōjō, đã chọn đứng ngoài cuộc nội chiến xung đột đang nhấn chìm miền tây Nhật Bản vào tranh chấp quyền kế vị ngai vàng hoa cúc giữa các vị Thiên hoàng là Pháp hoàng Toba, con trai của ông Pháp hoàng Go-Shirakawa và Thượng hoàng Suzaku, và cũng là cuộc xung đột quân sự giữa hai gia tộc thù địch nhau là gia tộc Minamoto dưới sự lãnh đạo của  Minamoto no Yoshitomo và gia tộc Taira dưới sự lãnh đạo của Taira no Kiyomori.
Hai cuộc chiến loạn này, còn được biết đến là Chiến loạn Hōgen và Chiến loạn Heiji, đều kết thúc dưới sự chiến thắng của phe gia tộc Taira dưới thời cai trị của Pháp hoàng Toba và Go-Shirakawa. Minamoto no Yoshitomo của gia tộc Minamoto thì bị xử tử vào năm 1160; gần như cả ba con trai của ông đều bị xử tội theo, còn những người con gái của ông buộc phải xuất gia và bị gửi vào các tu viện. Trong số ba người con trai của Yoshitomo chỉ có Minamoto no Yoshitsune và Minamoto no Noriyori là bị gửi đến các tu viện để quản thúc, còn người con trai lớn của Yoshitomo là Minamoto no Yoritomo, khi đó chỉ mới 13 tuổi là bị lưu đày đến phiên Izu của Tokimasa.
Không có thông tin về tên của người vợ chính thức đầu tiên của Hōjō Tokimasa. Bà ấy cùng với Tokimasa có hai người con trai là Hōjō Munetoki (con trai trưởng của ông ấy, ngày sinh và ngày mất không xác định được) và Hōjō Yoshitoki, đứa con vừa mới chào đời của ông (Tokimasa) trở thành người thừa kế hiển nhiên của ông vào năm 1163. Tokimasa sau đó kết hôn với Maki no Kata người là vợ chính thức thứ hai của ông, và họ có cùng nhau một người con trai là Hōjō Masanori vào năm 1189. Tokimasa còn có một người con trai khác là Hōjō Tokifusa với một phu nhân không rõ tên, Tokifusa sinh ra vào khoảng năm 1175. Tokimasa còn có những người con gái khác. Con gái cả của ông là Hōjō Masako, được sinh ra vào năm 1157, người trở thành Ngự đài sở (đại phu nhân) của Yoritomo. Awa no Tsubone, sinh ra vào khoảng năm 1169, là em dâu của Yoritomo, cô ấy kết hôn với Ano Zenjo, em trai cùng cha của Yoritomo.
Thưở ban đầu, Yoritomo giống như những kẻ bị lưu đày khác của tộc Taira mà đã bị lưu đày đến sinh sống ở Izu, nhưng người tộc Taira càng ngày càng trở nên tàn bạo và chuyên quyền với người dân Nhật Bản lẫn đối với triều đình và cả quý tộc, triều đình cũng càng ngày càng trở nên mệt mỏi dưới sự cai trị của tộc Taira và nhất là dưới sự lãnh đạo tàn bạo của Taira no Kiyomori.

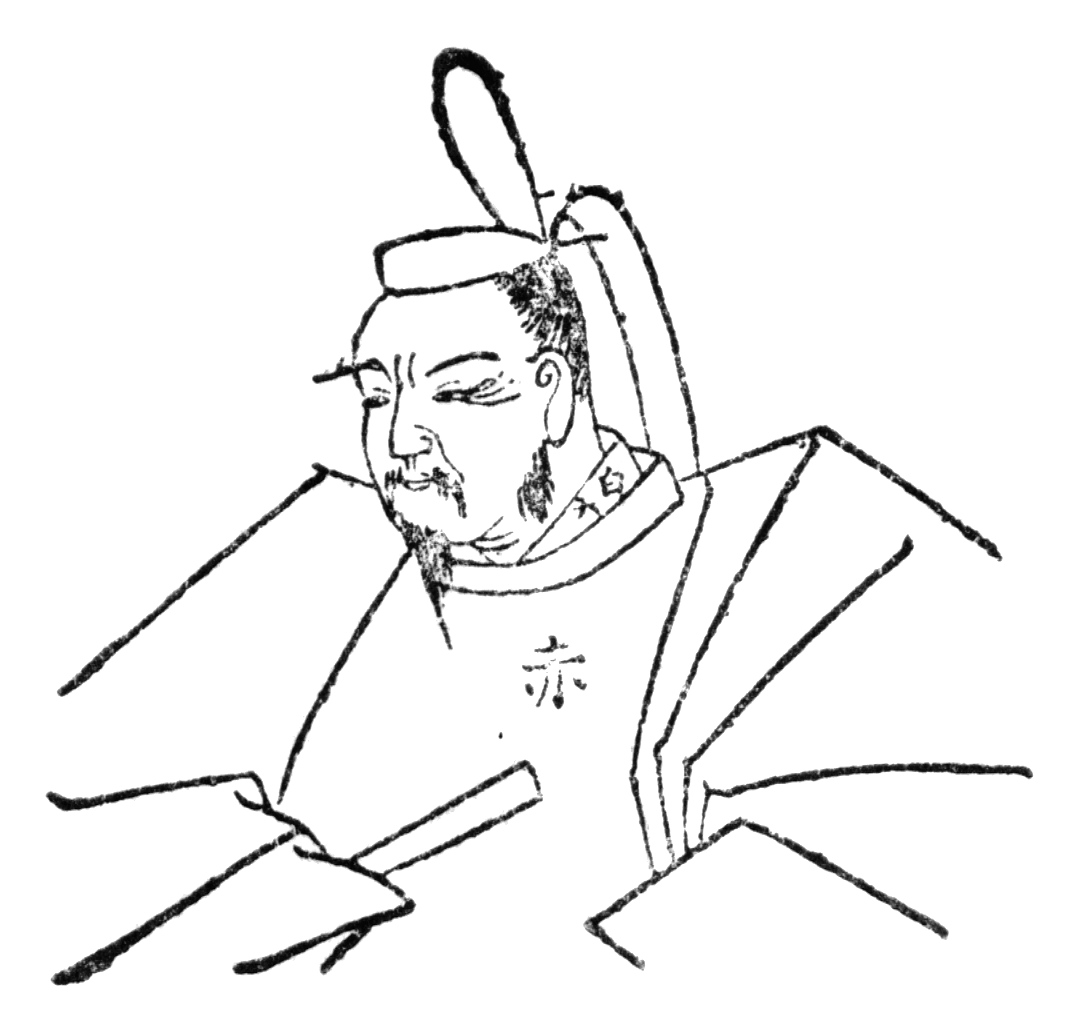
Hōjō Tokimasa được vẽ bởi Kurihara Nobumitsu

Năm 1179, Minamoto no Yoritomo, người đã bị lưu đày khỏi Kyoto, đã sa với lưới tình với con gái của Tokimasa là Hōjō Masako. Vào khoảng năm 1180, họ chính thức kết hôn với nhau. Vào cùng năm đó, Thân vương Mochihito, một người con trai của Pháp hoàng Go-Shirakawa và là anh em của Thượng hoàng Takakura và cũng là chú ruột của Thiên hoàng Antoku, người mang trong mình nửa dòng máu Taira và cũng là vị vua được tộc Taira dựng lên. Thân vương Mochihito tin rằng tộc Taira đã đạt mất cơ hội lên ngai vàng của mình cho nên ông đã triệu tập những người lãnh đạo của tộc Minamoto bị lưu đày trở về để gây chiến và trục xuất tộc Taira khỏi quyền lực. Thế là Yoritomo đã tuyên bố chiến tranh với tộc Taira, nhận được sự hỗ trợ của cha vợ mình là Tokimasa và lẫn sự hỗ trợ của gia tộc Hōjō. Vào cùng năm đó, Masako and Yoritomo có một người con gái đầu lòng là Ō-hime và cũng là đứa cháu đầu tiên của Tokimasa.

## Chiến tranh Genpei
Yoritomo thành lập căn cứ và thủ đô của mình tại Kamakura, ở ngay Izu. Tokimasa được bổ nhiệm làm cố vấn chính cho Yoritomo. Chiến tranh Genpei giữa gia tộc Minamoto và gia tộc Taira đã chính thức bắt đầu. Năm 1181, Taira no Kiyomori qua đời, để lại gia tộc Taira dưới sự dẫn dắt của Taira no Munemori, một kẻ được cho là quá nóng vội và hấp tấp lẫn không có bất kỳ kinh nghiệm quân sự nào. Năm 1182, con trai của Tokimasa là Hōjō Yoshitoki chính thức kết hôn. Cùng năm đó, Masako và Yoritomo sinh ra một người con trai đó là Minamoto no Yoriie, người thừa kế chính đáng của Yoritomo, đây là đứa cháu trai đầu tiên được ra đời của Tokimasa. Sang năm sau, Yoshitoki và vợ của ông có đứa con đầu lòng, một người con trai và đó là Hōjō Yasutoki, người trở thành lãnh đạo của gia tộc Hōjō sau khi Yoshitoki qua đời.
Mọi thứ đều diễn ra suông sẽ với quân Minamoto khi chiến đấu chống lại quân Taira. Năm 1183, Minamoto no Yoshinaka, một người họ hàng của Yoritomo đã đem quân chiếm lấy kinh đô Kyoto trước cả Yoritomo. Cùng năm đó, hai người anh em của Yoritomo là Minamoto no Yoshitsune và Minamoto no Noriyori đã đến Kamakura cũng tham giam vào cuộc chiến tranh Genpei và theo phe của Yoritomo. Năm 1184, Minamoto no Yoshitsune đã chiếm lại Kyoto dưới danh nghĩa của Yoritomo, và ra lệnh xử tử Yoshinaka. Vào cùng thời điểm đó, quân Taira đã dẫn theo Thiên hoàng Antoku cùng trốn chạy tới Shikoku, quân Minamoto (với sự trợ giúp của Pháp hoàng Go-Shirakawa) đã đưa  Thân vương Takahira lên ngai vua lấy hiệu là Thiên hoàng Go-Toba, một người em trai của Thiên hoàng Antoku. Năm 1185, Yoshitsune đã đánh bại quân Taira tại Trận Ichi-no-Tani. Taira no Munemori và Taira no Shigehira đều bị đem ra hành huyết cùng lúc ở Kyoto lẫn ở Nara, còn số quân tàn dư còn lại của họ Taira cùng với goá phụ của Kiyomori là Taira no Tokiko và Thiên hoàng Antoku đều bị chết đuối trong Trận Dan no Ura.
Minamoto no Yoritomo đã trở thành người cai trị không thể tranh của toàn Nhật Bản và Chiến tranh Genpei kết thúc với sự toàn thắng thuộc về quân Minamoto. Hōjō no Tokimasa đã có được một vị trí rất tốt cho bản thân mình trong chính quyền mới. Yoritomo không di chuyển đến Kyoto mà vẫn ở lại Kamakura cùng với Tokimasa. 
Tokimasa được cử đến Kyoto và hoạt động trong triều đình của Thiên hoàng Go-Toba và Pháp hoàng Go-Shirakawa. Ông nhận được lệnh từ Yoritomo dưới danh nghĩa triều đình là phải "truy nã" Minamoto no Yukiie và  Minamoto no Yoshitsune vì tội danh làm phản của họ.:147
Khi ông ấy trở lại, ông (Tokimasa) được bổ nhiệm hai chức vụ là shugo và jitō, hai chức vụ có chức năng là giám sát và quản lí dưới thời của Mạc phủ Kamakura. Năm 1189, Yoritomo vì để củng cố quyền lực cho mình, nên ông đã ra lệnh xử tử hai anh em cùng cha khác mẹ là Yoshitsune và Noriyori.
Năm 1192, sau sự chào đời của đứa con trai thứ hai của Yoritomo và Masako là Minamoto no Sanetomo, cũng cùng thời điểm đó thì Minamoto no Yoritomo được phong cho tước vị là Chinh di Đại Tướng quân bởi Pháp hoàng Go-Shirakawa, người đã băng hà ngay sau đó. Tokimasa với cương vị là trưởng tộc của gia tộc Hōjō, là một trong những gia tộc quyền lực và hùng mạnh nhất bấy giờ và cũng là cha vợ của một vị Chinh di Đại Tướng quân.

## Ý định ám sát Minamoto no Yoritomo
Ngày 28 tháng 6 năm 1193, trong lúc sự kiện săn bắn mang tên là Fuji no Makigari đang diễn ra, được tổ chức bởi Tướng quân Minamoto no Yoritomo và được chuẩn bị bởi Hōjō Tokimasa thì có một biến cố lớn xảy ra làm gián đoạn lễ hội, biến cố này mang tên là Cuộc báo thù của anh em Nhà Soga. Khi hai anh em nhà Soga là Soga Sukenari và  Tokimune đã ra tay ám sát Kudō Suketsune, kẻ được cho là đã sát hại phụ thân của họ. Theo sửa ký Azuma Kagami và tài liệu mang tên là Soga Monogatari, sau khi hạ sát Suketsune, thì Tokimune cũng có ý định ám sát luôn cả Chinh di Đại Tướng quân Minamoto no Yoritomo, đây có thể là âm mưu ám sát mà Tokimasa đã dàn dựng lên. Tokimasa đã đến tỉnh Suruga and Fujino trước cả Yoritomo, nhằm chuẩn bị cho kế hoạch ám sát của mình. Hơn nữa trước đó là Tokimasa đã thiết lập một mối quan hệ thân thiết với hai anh em nhà Soga, đặc biệt là với Tokimune khi ông (Tokimasa) đã là người giám hộ trong Ngày thành nhân cho Tokimune và ban tặng một trong những chữ Hán trong tên của mình cho Tokimune.
Hiroyuki Miura, cùng với các nhà sử gia khác đã có cuộc tranh cãi rằng là thông qua mối quan hệ thân thiết giữa  Tokimasa và hai anh em nhà Soga mà đã dẫn đến việc Tokimune có ý định tấn công và sát hại vị Tướng quân Yoritomo.

## Làm quan chấp chính (shikken) của Mạc phủ Kamakura
Vào năm 1199, Minamoto no Yoritomo qua đời. Chức vụ Tướng quân của ông ấy được kế vị bởi  người con trai cả của mình là Minamoto no Yoriie, người mà bị mọi người cho rằng là còn quá trẻ để lãnh đạo một mình dù lúc đó Yorrie đã 18 tuổi. Yoriie có mối quan hệ thân thiết với cha vợ của mình là Hiki Yoshikazu hơn cả mối quan hệ với ông ngoại mình là Tokimasa. Yoriie không chỉ coi thường chỉ riêng mẹ mình và lẫn cậu của mình, mà là còn cả dòng tộc Hōjō nói chung. Yoriie rất là tự lập và vô cùng hấp tấp, không giống cha ông người đã trông cậy rất nhiều vào tộc Hōjō.
Cũng trong năm đó, một hội đồng nhiếp chính cho Tướng quân Yoriie được thành lập bởi Tokimasa, Masako và Yoshitoki với tên gọi là hội đồng mười ba nhiếp chính. Người quyền lực nhất trong hội đồng ấy (không tính riêng những thành viên tộc Minamoto hay những thành viên tộc Hōjō còn lại trong hội đồng) chính là Kajiwara Kagetoki, tổng đốc của Sagami. Mặc dù Kagetoki có một mối quan hệ rất thân thiết với Yoritomo và cũng rất được tin tưởng và trọng dụng  bởi Tokimasa, Yoriie vẫn rất không ưa nổi ông ta (Kagetoki), thế là dẫn đến việc Kagetoki đã bị hành hình bởi quân đội của Mạc phủ do lệnh của Tướng quân Yoriie vào năm 1200 tại Suruga. Mặc dù mọi người thường chấp nhận rằng chính Yoriie đã ra lệnh xử tử Kagetoki nhưng cũng có nhiều nghi vấn cho rằng là Tokimasa và những người của tộc Hōjō mới chính là kẻ chủ mưu thực sự đằng sau, vì từ sau cái chết của Kagetoki thì tộc Hōjō đã thâu tóm được toàn bộ Sagami về tay họ. Tokimasa cũng được phong làm đại doanh của phiên Ōmi vào cùng năm.
Kế hoạch tiếp theo của Tokimasa là phải đối phó với Hiki Yoshikazu, kẻ mà Yoriie lắng nghe ý kiến nhiều hơn ý kiến của ông ngoại mình là Tokimasa. Khiến cho Tokimasa không còn bất kỳ hi vọng nào với việc lôi kéo Tướng quân Yoriie lẫn Yoshikazu về phe mình, Tokimasa đành phải đặt kỳ vọng lên người cháu ngoại khác của mình là Sanetomo, người chính là em trai Yoriie và cũng chính là con trai thứ của Yoritomo.
Năm 1203, Yoriie lúc này đã 21 tuổi đã trở nên vô cùng ốm yếu vì bệnh tật và thế là Tokimasa đã lên một kết hoạch với ý định để Minamoto no Sanetomo (một người rất thân thiết với tộc Hōjō) kế thừa chức vị Tướng quân của Yoriie thay cho Minamoto no Ichiman (người chính là con trai cả của Yoriie). Yoshikazu bắt đầu trở nên nghi ngờ với thái độ khác thường của Tokimasa, Yoshitoki, Masako và lẫn cả Sanetomo, thế là ông ấy (Yoshikazu) đã lên kế hoạch bắt giữ và sát hại Tokimasa.
Với sự giúp đỡ của Ōe no Hiromoto, một đồng minh thân cận với Tokimasa mà kế hoạch của Yoshikazu bị kịp thời phát giác. Thế là Tokimasa đã lên một âm mưu hòng trả đũa Yoshikazu nhằm sát hại ngược lại ông ta, bằng cách mời ông ta sang nhà mình với lý do làm lễ cúng giường Phật giáo. Trong khi Hiki Yoshikazu đang thực hiện nghi thức thì đột nhiên quân lính của Mạc phủ xông vào và hành huyết ông ấy ngay tại chỗ. Cũng theo đó mà quân của nhà Hōjō đã xông vào phủ đệ nhà Hiki và bắt đầu thảm sát toàn bộ quan chức cấp cao của tộc Hiki, lẫn cả Minamoto no Ichiman dù Ichiman rất thân thiết với Tokimasa, đồng thời cũng rất thân thiết với ông ngoại của mình. Sau vụ việc Tướng quân Yoriie trở nên liệt giường và buộc phải thoái vị. Sau sự việc thì Yoriie bị buộc phải đi đến Shuzenji ở Izu để tịnh dưỡng nhưng ở đó thì ông lại bị sát hại vào năm 1204. Có nghi vấn cho rằng vụ ám sát này là âm mưu của Tokimasa.

### Minamoto no Sanetomo
Sau cái chết của Yoriie và Ichiman, Tokimasa đưa người con trai thứ hai Yoritomo là Minamoto no Sanetomo lên kế vị chức Chinh di Đại Tướng quân. Tokimasa được bổ nhiệm làm người đứng đầu của Mandokoro (cơ quan an ninh của Mạc phủ Kamakura) và cũng tự phong cho mình chức vụ shikken (nhiếp chính cho Tướng quân Kamakura), trong khi đó thì ông cùng với Ōe no Hiromoto ngày càng lộng quyền hơn. Năm 1204, sau cái chết của Yoriie, Hōjō Masako đã mất đi niềm tin vào Tokimasa, khi bà tin rằng chính cha mình là kẻ chủ mưu vụ ám sát con trai bà. 
Không lâu sau đó, Tokimasa nhận được tin báo bởi một trong những đồng minh của mình là Hiraga Tomomasa cho rằng Hatakeyama Shigetada (người đã kết hôn với một người con gái khác của Tokimasa) là hắn ta (Shigetada) đang chuẩn bị một cuộc nổi loạn ở Kyoto nhằm chống lại nhà Hōjō. Tokimasa trong lúc giận dữ đã ra lệnh cho hai người con trai của mình là Hōjō Yoshitoki và  Hōjō Tokifusa mang quân đi thảo phạt Hatakeyama. Nhưng vì Yoshitoki và Tokifusa đều có một mối quan hệ rất tốt với anh em rể của họ nên đã kịch liệt phản kháng lại mệnh lệnh và thế là Tokimasa đã phải tự mình dẫn quân đội đi thảo phạt Hatakeyama một mình. Từ đó trở đi thì Yoshitoki, Tokifusa và lẫn cả cô chị gái của họ là Masako đã mất sự tin tưởng vào cha của họ vì sự chuyên quyền của ông ấy (Tokimasa). Có nguồn cho rằng là Hatakeyama là người đã cố ý chống lại quyền uy của Tokimasa.

## Cuối đời

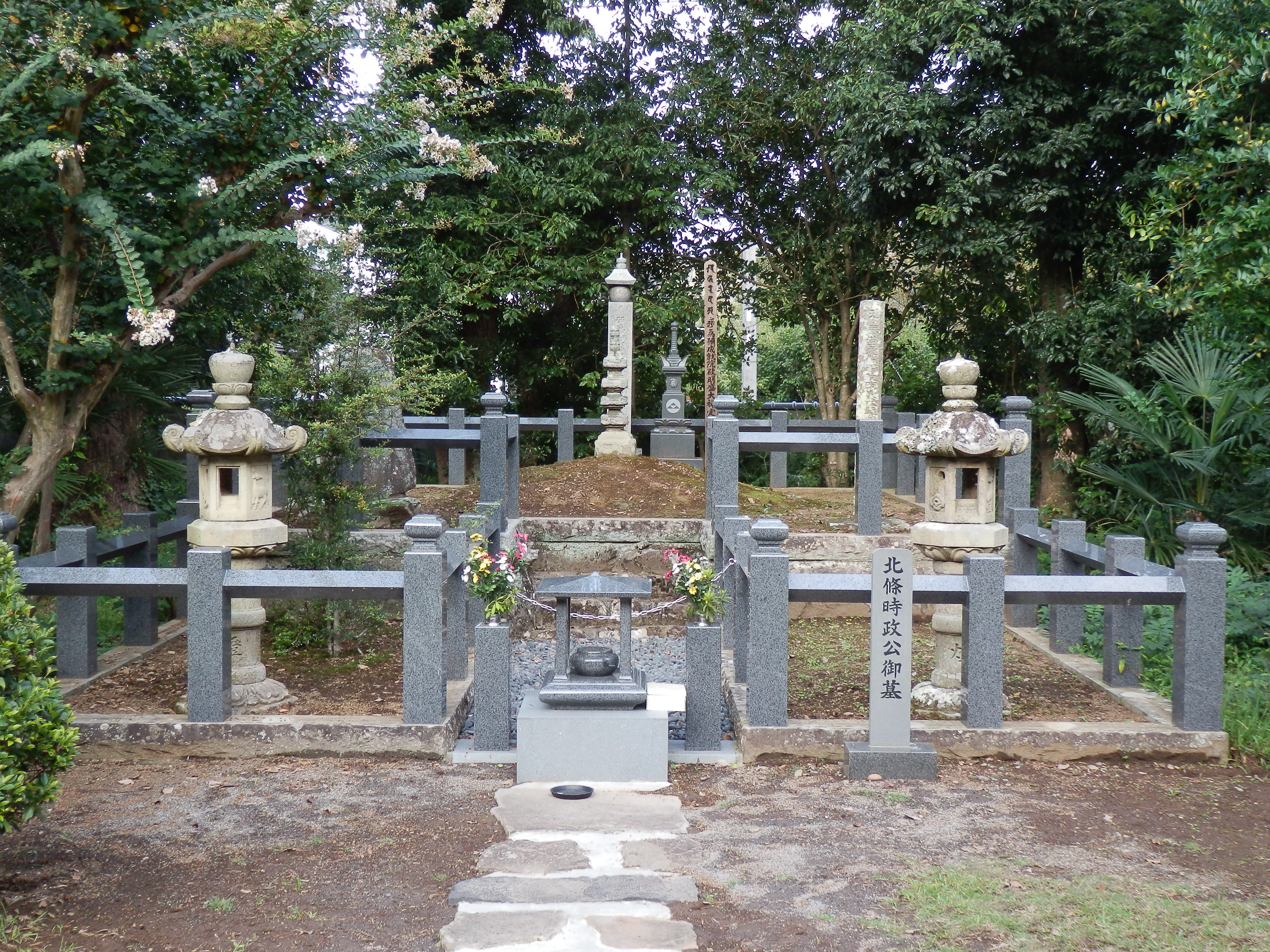
Lăng mộ của Hōjō Tokimasa, ở tại Izunokuni, thuộc tỉnh Shizuoka, Nhật Bản

Năm 1205, Yoshitoki nghe được tin đồn từ các võ sĩ đạo khác rằng là Tokimasa đang có ý định ám sát luôn cả Tướng quân đương nhiệm là Sanetomo. Ông ấy (Yoshitoki) còn nghe được rằng người kế vị chức tướng quân không ai khác chính là Hiraga, kẻ đã chịu trách nhiệm cho cái chết của  Hatakeyama. Sau khi nghe được tin thì Yoshitoki và lẫn Masako đều trở nên giận dữ và sợ hãi cho số phận đứa con cuối cùng còn sống của bà, bằng cách đem Sanetomo dưới sự bảo vệ chặt chẽ của các hộ vệ và ra lệnh xử tử Hiraga tại Kamakura. Sau đó Masako đã đe dọa cha mình là Tokimasa rằng bà và em trai Yoshitoki sẽ làm chính biến nếu ông còn ý định muốn sát hại đến Sanetomo.
Lúc này thì Tokimasa mới nhận ra rằng là Tướng quân Sanetomo đã được bảo vệ một cách cẩn thận và ông cũng không còn bất kỳ đồng minh đứng về phe mình nữa. Thế là ông đã phải cạo đầu và xuất gia làm hoà thượng, ông cũng bị buộc phải từ chức khỏi vị trí shikken lẫn cả chức trưởng gia tộc Hōjō vào năm 1205. Ông ấy được kế nhiệm bởi chính người con trai cả của mình là  Hōjō Yoshitoki, người đã thay thế vị trí của cha trở thành nhiếp chính cho Tướng quân Sanetomo và được coi là người tộc Hōjō thứ hai nhậm chức shikken.
Tokimasa đi tu ở một tu viện tại Kamakura, nơi mà ông ấy đã sống hết phần đời còn lại của mình ở đó, Tokimasa mất vào năm 1215 hưởng thọ khoảng 77 tuổi.

## Phả hệ
Cha mẹ
- Phụ thân: Hōjō Tokikata (北条 時方)
- Mẫu thân: Con gái của Tomo no Tamefusa (伴 為房)

Phu nhân và con cái:
- Phu nhân: Con gái của Itō Sukechika (伊東 祐親, còn được biết đến là Itō Nyūdō (伊東入道))
  - Con trai: Hōjō Munetoki (北条 宗時; mất năm 1180)
  - Con gái: Awa no Tsubone (阿波局; mất năm 1227), kết hôn với Ano Zenjō (阿野 全成), anh trai của Minamoto no Yoshitsune
  - Con trai: Hōjō Yoshitoki (北条 義時; 1163-1224)
- Phu nhân: Maki no Kata (牧の方)
  - Con trai: Hōjō Masanori (北条 政範; 1189-1204)
  - Con gái: người đã kết hôn với Hiraga Tomomasa (平賀 朝雅), sau đó là tái hôn với Fujiwara no Kunimichi (藤原 国通)
  - Con gái: phu nhân của Inage Shigenari (稲毛 重成)
  - Con gái: kết hôn với Utsunomiya Yoritsuna (宇都宮 頼綱)
  - Con gái: kết hôn với Bōmon Tadakiyo (坊門 忠清)
- Phu nhân: Không rõ 
  - Con trai: Hōjō Tokifusa (北条 時房; 1175-1240）
  - Con gái: Hōjō Masako (北条 政子; 1157-1225), phu nhân của Minamoto no Yoritomo (源 頼朝)
  - Con gái: Hōjō Tokiko (北条 時子; d.1196), chị em cùng mẹ với Masako, phu nhân của Ashikaga Yoshikane (足利 義兼)
  - Con gái: ban đầu là kết hôn với Hatakeyama Shigetada (畠山 重忠),  sau lại tái hôn với Ashikaga Yoshizumi (足利 義純)
  - Con gái (mất năm 1216): kết hôn với Shigenoi Sanenobu (滋野井 実宣)
  - Con gái: kết hôn với Kawano Michinobu (河野 通信)
  - Con gái: kết hôn với Ōoka Tokichika (大岡 時親)